# مقاطعات بروسيا

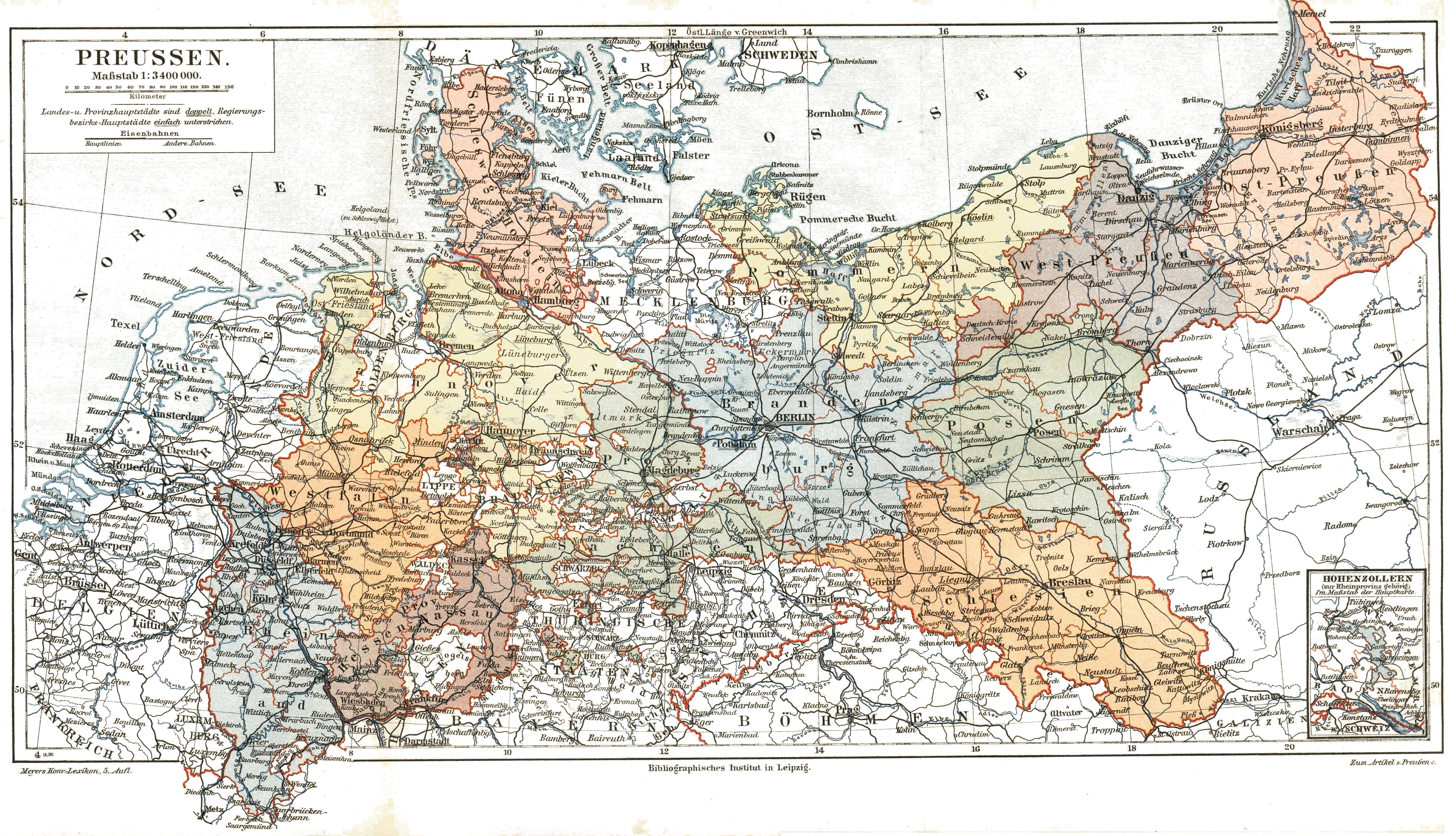
المقاطعات البروسية الاثني عشر على خريطة 1895

مقاطعات بروسيا ( (بالألمانية: Provinzen Preußens)‏ كانت التقسيمات الإدارية الرئيسية في بروسيا من 1815 إلى 1946. تم إدخال نظام مقاطعة بروسيا في الإصلاحات البروسية في عام 1815، وتم تنظيمها في الغالب من الدوقات والمناطق التاريخية. تم تقسيم المقاطعات إلى العديد من منطقة إدارية ألمانية، مقسمة إلى Kreise (مقاطعات)، ثم إلى Gemeinden (البلدات) في أدنى مستوى. شكلت المقاطعات أعلى مستوى من الإدارة في مملكة بروسيا ودولة بروسيا الحرة حتى عام 1933، عندما أقامت ألمانيا النازية حكمًا فعليًا مباشرًا على سياسات المقاطعات، وتم إلغاؤها رسميًا في عام 1946 في أعقاب الحرب العالمية الثانية. أصبحت المقاطعات البروسية أساسًا للعديد من الولايات الفيدرالية في ألمانيا، وأصبحت ولايات براندنبورغ وساكسونيا السفلى وشليسفيغ هولشتاين الخلفاء المباشرين للمقاطعات.

## التاريخ
بعد تفكك الإمبراطورية الرومانية المقدسة في عام 1806 ومؤتمر فيينا في عام 1815، اكتسبت مختلف الدول الألمانية السيادة الاسمية. ومع ذلك، فإن عملية إعادة التوحيد التي بلغت ذروتها في إنشاء الإمبراطورية الألمانية في عام 1871، أنتجت دولة تم تشكيلها من عدة إمارات وهيمنت عليها واحدة منها، مملكة بروسيا بعد أن هزمت منافستها النمساوية في نهاية المطاف. غطت أراضيها حوالي 60 في المئة من الأراضي التي كانت ستصبح الرايخ الألماني.

### الاتحاد الألماني

مقاطعات بروسيا في الاتحاد الألماني، 1818.

تأسس الاتحاد الألماني في كونجرس فيينا عام 1815 وكانت مملكة بروسيا عضوًا حتى الحل عام 1866 بعد الحرب البروسية النمساوية.
تم تقسيم الدولة البروسية في البداية إلى عشر مقاطعات. عينت الحكومة البروسية رؤساء كل مقاطعة معروفة باسم Oberpräsident (أي المفوض السامي). مثل Oberpräsident الحكومة البروسية في المقاطعة، وكان مشغولا بتنفيذ والإشراف على الصلاحيات المركزية للحكومة البروسية. تم تقسيم مقاطعات بروسيا إلى مناطق حكومية ( Regierungsbezirke )، تخضع للمفوض السامي. وفيما يتعلق بالحكم الذاتي، كان لكل مقاطعة أيضًا نظام غذائي للمقاطعات ( Provinziallandtag باللغة الألمانية)، تم انتخاب أعضائه في انتخابات غير مباشرة من قِبل مستشاري المقاطعات ومستشاري المدن في المقاطعات الريفية التأسيسية والمدن المستقلة.
المقاطعات الغربية:
- Jülich-Cleves-Berg (Cologne), until 1822; regions: Cleves [till 1821], Cologne and Düsseldorf
- Lower Rhine (Koblenz), Grand Duchy, until 1822; regions: Aachen (region) [regierungsbezirk aachen], Coblentz and Trier
- Saxony (Magdeburg); regions: Erfurt (region) [regierungsbezirk erfurt], Magdeburg and Merseburg (region) [regierungsbezirk merseburg]
- Westphalia (Münster); regions: Arnsberg, Minden and Münster

في عام 1822 تم إنشاء مقاطعة الراين من ولايتي راين السفلى ويوليش كليف-بيرج.
المقاطعات الشرقية (شرق إلبيا):
- Brandenburg (Potsdam, Berlin [1827-1843]); regions: Berlin (region) [regierungsbezirk berlin] [till 1821], Frankfurt and Potsdam (region) [regierungsbezirk potsdam]
- East Prussia (Königsberg in Prussia); regions: Gumbinnen and Königsberg
- Pomerania (Stettin); regions: Köslin, Stettin and Stralsund
- Posen (Posen), Grand Duchy of Posen until 1848; regions: Bromberg and Posen
- Silesia (Breslau); regions: Breslau (region) [regierungsbezirk breslau], Liegnitz (region) [regierungsbezirk liegnitz], Oppeln (region) [regierungsbezirk oppeln] and Reichenbach (region) [regierungsbezirk reichenbach] [till 1820]
- West Prussia (Danzig); regions: Danzig and Marienwerder

في عام 1829 تم إنشاء مقاطعة بروسيا من خلال دمج مقاطعات بروسيا الغربية وشرق بروسيا، التي استمرت حتى عام 1878. المطابقة مع مملكة بروسيا (أي الدوقية السابقة وبروسيا الملكية ) ، لم تكن أراضيها، مثل أراضي بوزان الكبرى البولندية، جزءًا من الاتحاد الألماني.
في عام 1850، تم إنشاء مقاطعة هوهينزوليرن في جنوب ألمانيا، والتي تم إنشاؤها من الإمارات المرفقة في هوهينزوليرن-هيشنجن وهوهينزوليرن-سيجمارينجن.

### الإمبراطورية الألمانية

مقاطعات بروسيا في الإمبراطورية الألمانية، 1914.

وضعت نتيجة الحرب النمساوية البروسية حدا لتطلعات دولة موحدة كبيرة تتألف من جميع الدول الناطقة بالألمانية. بدلا من ذلك تم إنشاء اتحاد شمال ألمانيا تحت القيادة البروسية. في أعقاب الحرب الفرنسية البروسية ودمج ولايات بافاريا الجنوبية وبادن و فورتمبيرغ في الكونفدرالية، أعلنت الإمبراطورية الألمانية في عام 1871.

### جمهورية فايمر

مقاطعات بروسيا في جمهورية فايمار، 1928.

بعد سقوط الإمبراطورية الألمانية، أعيد تشكيل مملكة بروسيا مع حكومة جمهورية باسم ولاية بروسيا الحرة. شجعت الدولة الحرة دمقرطة المقاطعات، وانتُخبت برلمانات المقاطعات (Provinziallandtage) في انتخابات مباشرة من قبل الناخبين، على عكس ما حدث من قبل عندما اختار مستشارو المقاطعات المنتخبون من بين أعضائها من بين أعضائها في برلمانات المقاطعات.